# Otto Sickinghe
Otto Sickinghe (? - ca. 27 november 1267) was ridder en een van de vier oudst bekende burgemeesters van de stad Groningen, actief rond 1246, 1256 en 1257. Hij wordt genoemd in het Oorkondenboek van Groningen en Drenthe als een van de vier eerste rekenmeesters (rationales), die door de bisschop van Utrecht, Hendrik van Vianden, werden aangesteld om het stadsbestuur te voeren. Otto gold tot 1951 als stamvader van het oud adellijke geslacht Sickinghe; sindsdien wordt Lubbert Sickinghe als stamvader erkend. Wel wordt Otto, via onder anderen Ludolfus Sickinghe en Gerard Sickinghe (eveens burgemeesters van de stad Groningen), als verwant beschouwd aan deze familie. Zijn overlijden wordt vermeld op de zondag vóór Sint-Andreas (ca. 27 november) 1267, en hij werd begraven in de Broerkerk te Groningen.   

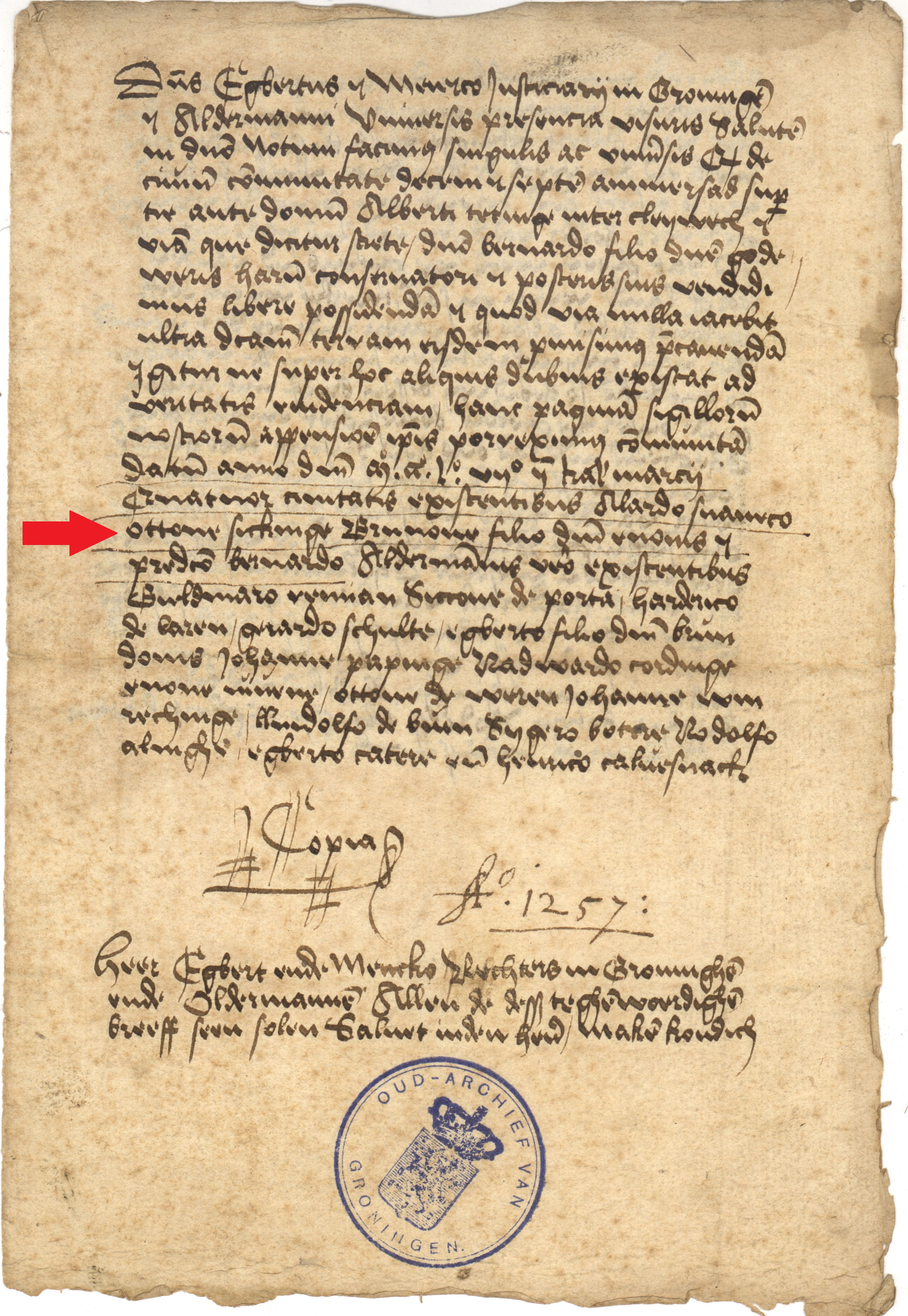
De akte van verkoop uit 1257 waarop Otto Sickinghe voorkomt als een van de vier burgemeesters (justiciarii, rationalis; ook wel rekenmeesters genoemd)

## Leven
Otto (ook: Otte of Ottone) Sickinghe is na Koert Sickinghe, genoemd als hoofdman van Winsum in 1015, de oudst bekende persoon die de naam Sickinghe droeg.  
Hij was zeer waarschijnlijk de vader van Ludolfus Sickinghe (ca. 1245), burgemeester van Groningen aan het einde van de dertiende eeuw. Otto was daarnaast mogelijk de grootvader van Gerard Sickinghe (±1279), tussen 1304 en 1357 herhaaldelijk burgemeester van de stad Groningen en de (bet)overgrootvader van Lubbert Sickinghe; een der quatuor burgimagistri (vier burgemeesters) van Groningen tussen 1354 en 1383 en stamvader van het geslacht Sickinghe.  
Sickinghe overleed, aangetekend door zijn zoon, op 'Zondag vóór S.-Andreas 12' en werd begraven in de Broerenkerk te Groningen. Hier hing zijn rouwbord met de tekst: Int jaer onses heren MII ... op sondach voer Ste. Andrees, starff de Eerbare Heer Otte Sickinghe, Ritter, Eene van de veren desser Stadt Groningen.
Otto Sickinghe komt in het Oorkondenboek van Groningen en Drenthe (mogelijk) meermaals voor als Otto 'Miles' (Sickinghe) van Groningen. Miles betekende in die periode; ridder, bisschoppelijke of keizerlijke vazal of dienstman.

## Werk

Een voorbeeld van een dertiende-eeuwse ridder

Sickinghe was een van de vier rekenmeesters (rationales) van de stad Groningen in 1257 en mogelijk ook in 1246 en 1256. De titel rekenmeester werd enkele tijd later vervangen door burgemeester. Uit een bewaard gebleven oorkonde uit 1257 is op te maken dat de eigenaar en heerser van het gebied, de bisschop van Utrecht, voor Groningen rekenmeesters of 'rationales' had aangesteld.   

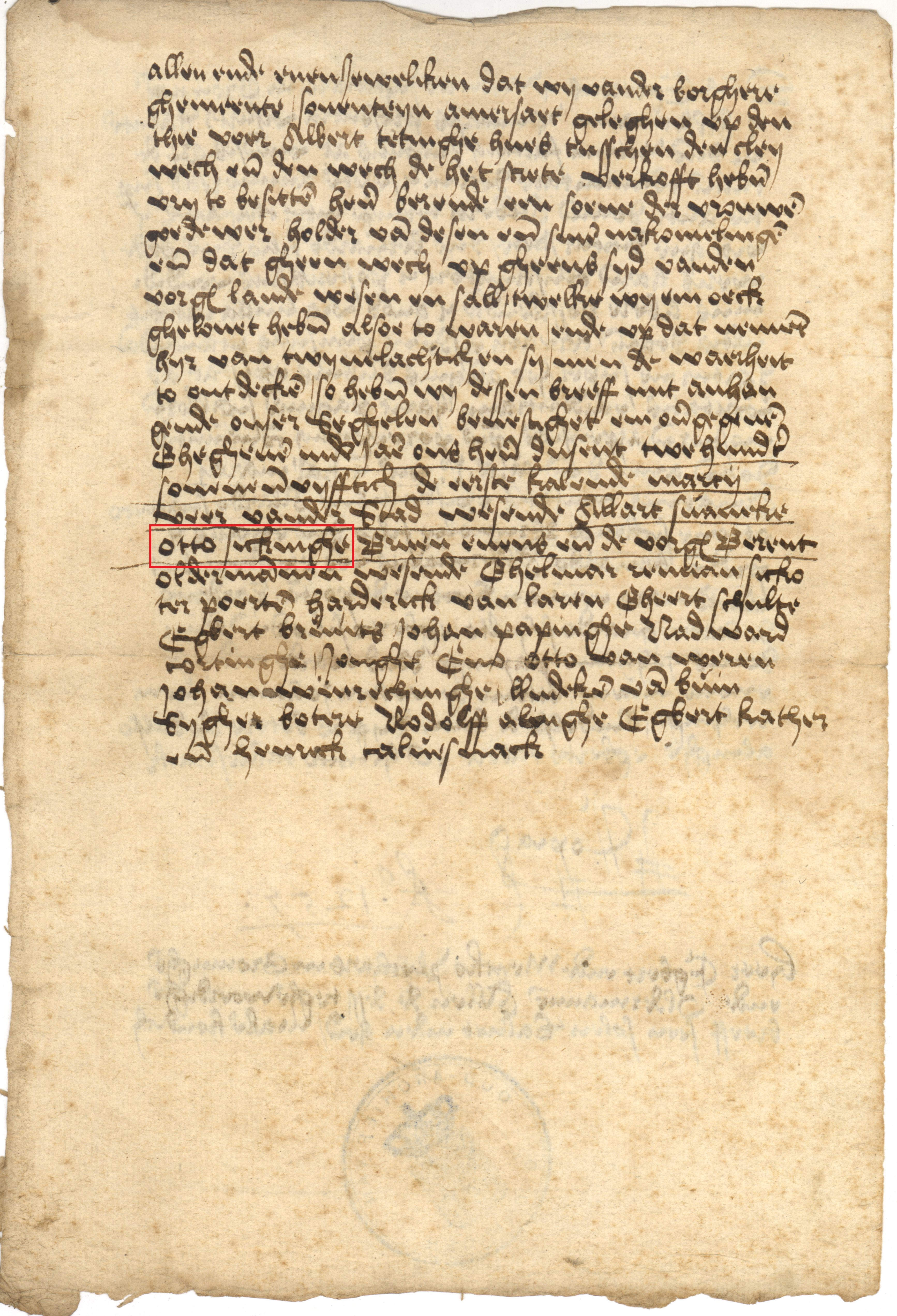
Otto Sickinghe genoemd op pagina 2 (achterkant) van de verkoopakte uit 1257

Op die oorkonde komt Otto Sickinghe samen met Bruno (zoon van Enonis), Alardus Swaneke en Bernardo (zoon van Godeweris) als rekenmeester voor op 28 februari 1257, waarbij rechters en oldermannen te Groningen onroerend goed op de Tie verkopen aan Bernard, zoon van vrouwe Godeweris. Zij zijn daarmee een van de oudst bekende burgemeesters van Groningen. 
Een charter uit 1257 en een ander uit 1267 maken melding van een Ruitergevecht waarbij drie broers Sickinghe aanwezig zouden zijn geweest. Otto Sickinghe zou één van deze broers zijn.

## Stamvader van het geslacht Sickinghe
Volgens het Nederland's Adelsboek geldt Lubbert Sickinghe (±1320 - ±1390) als stamvader van het adellijke geslacht Sickinghe. Eerdere edities meldde echter Otto Sickinghe als stamvader van het geslacht. Het Nederland's Adelsboek 44 (1951), p. 270 geeft het volgende aan: "In oudere genealogieën worden hem resp. tot vader en grootvader gegeven Gerard Sickinghe, burgemeester van Groningen tussen 1304 en '57, die in het Groninger Oorkondenboek wordt vermeld tussen 1309 en '48, en Otto Sickinghe, die als burgemeester van Groningen voorkomt in 1246 en '57. Voldoende bewijzen (van meerdere bronnen) voor deze rechtstreekse lijn van Otto en Geert tot Lubbert, die niet volstrekt onaannemelijk is, ontbreken echter tot dusverre". De stamlijst opgemaakt door Peter Sickinghe (1455-1532) is een eerste gegeven, een tweede is nodig.  

### De mogelijke stamboom richting Lubbert

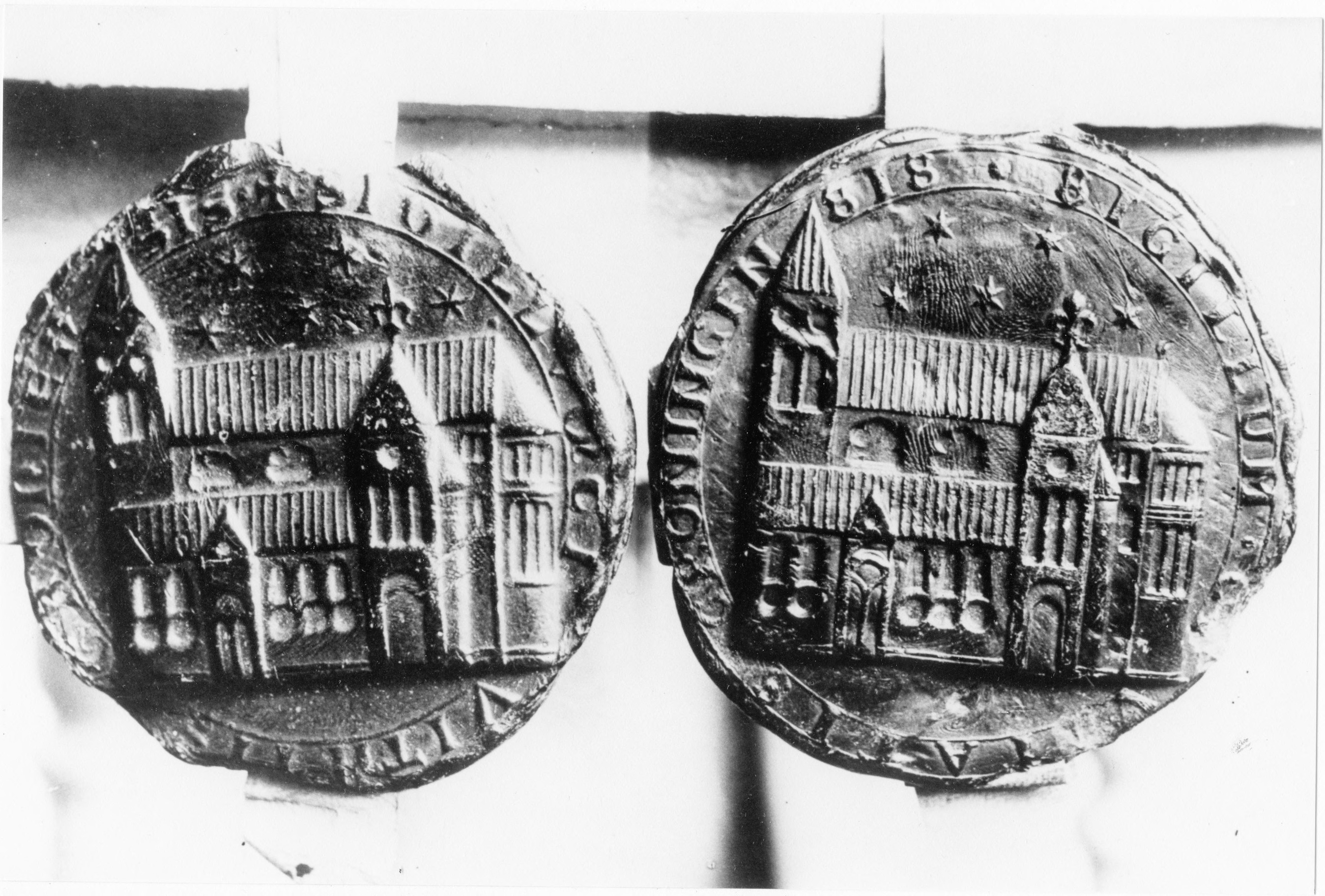
Stadszegel van Groningen uit 1267 (het mogelijke overlijdensjaar van Sickinghe), voorstellende de Martinikerk

Het blijft dus onduidelijk hoe Otto Sickinghe verwant is aan de erkende stamvader van het geslacht Sickinghe. In 2022 volgde de suggestie dat mogelijk Ludolfus Sickinghe (±1245), burgemeester van Groningen in 1284, 1291 en 1292 de zoon zou zijn van Otto Sickinghe en daarmee het gat tussen Otto en joncker Gerard Sickinghe (±1279) zou kunnen dichten. Daarnaast zou niet Gerard de vader van Lubbert zijn maar een Feyo uit 1275. Dit zou ook verklaren waarom de naam Gerard bij het nageslacht van de tak van Lubbert niet meer is voorgekomen en de naam Feyo wel (zie Lubberts kleinzoon Feije Sickinghe, heer van de borg te Winsum en overleden in 1472).  
De lijn zou er dan als volgt uit zien:  
- Otto Sickinghe (±1220-±1267), burgemeester van Groningen in 1246, 1256 en 1257
  - Lubertus Sickinghe (±1240), burgemeester van Groningen in 1264
  - Ludolfus Sickinghe (±1245), burgemeester van Groningen in 1284, 1291 en 1292
    - Gerard Sickinghe (±1279), van 1304 tot 1357 herhaaldelijk burgemeester van Groningen en een van de tegenspelers van de prefect van Groningen, Ludolf van Gronebeke.
    - Feyo Sickinghe (±1275)
      - (Feyeszoon Sickinghe, mogelijk dezelfde als de Feyo uit 1275)
        - Lubbert Sickinghe (±1320 - ±1390), burgemeester van Groningen tussen 1354 en 1383 en door het Nederland's Adelsboek erkend stamvader van het geslacht Sickinghe.